# 伍宗源
伍宗源（?—?），福建寧化縣人，明朝政治人物、進士出身。

## 生平
永樂六年（1408年）戊子科福建鄉試舉人，永樂十三年（1415年），登進士，任浙江布政司左参议。